# Engelsk engelska
Engelsk engelska är den dialektgrupp av engelska som talas i England, som en variant av brittisk engelska som talas i alla delar av Storbritannien; de övriga räknas till skotsk engelska, irländsk engelska och walesisk engelska.
De engelska dialekterna i England är präglade av lokalpatriotism och rivalitet[källa behövs], som uttryckt av dramatikern George Bernard Shaw:
It is impossible for an Englishman to open his mouth without making some other Englishman hate or despise him. "Det är omöjligt för en engelsman att öppna munnen utan att få någon annan engelsman att hata eller förakta honom."